# Pat Hibulaire
Pour les articles ayant des titres homophones, voir Patibulaire.
Pat Hibulaire (Peg-Leg Pete, Black Pete ou tout simplement Pete en version originale) est un personnage de fiction créé en 1925 par les studios Disney. Pour John Grant, il détient le record du personnage de Disney le plus longuement utilisé.
Malfaiteur, spécialiste d'entreprises malhonnêtes en tout genre, ce gros chat noir anthropomorphe, né avant Mickey, s'est rapidement imposé comme l'un des méchants les plus redoutables de l'univers de Mickey Mouse.

## Historique
Le personnage apparaît au préalable dans la série Alice Comedies avant de devenir la Némésis de Mickey Mouse et de Donald Duck.

### L'archétype du méchant

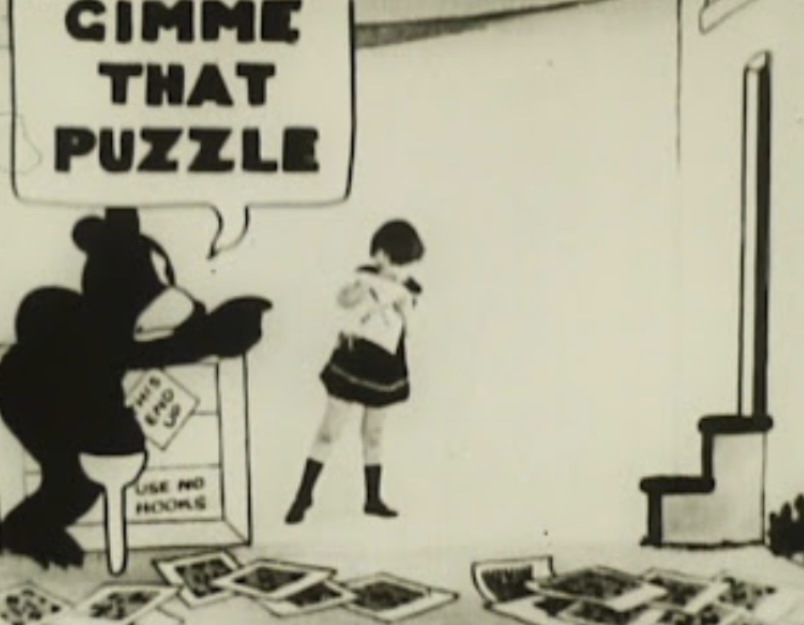
Pat Hibulaire et Alice dans Alice Solves the Puzzle (1925).

Il fit sa première apparition dans Alice Solves the Puzzle, un court-métrage de la série Alice Comedies, sorti le 15 février 1925 et devient un des méchants récurrents de la série puis d'Oswald le lapin chanceux (dans les cartoons de la période Disney puis Mintz). Il possède dans cette série de nombreux surnoms : Black Pete, Petrid Pete…

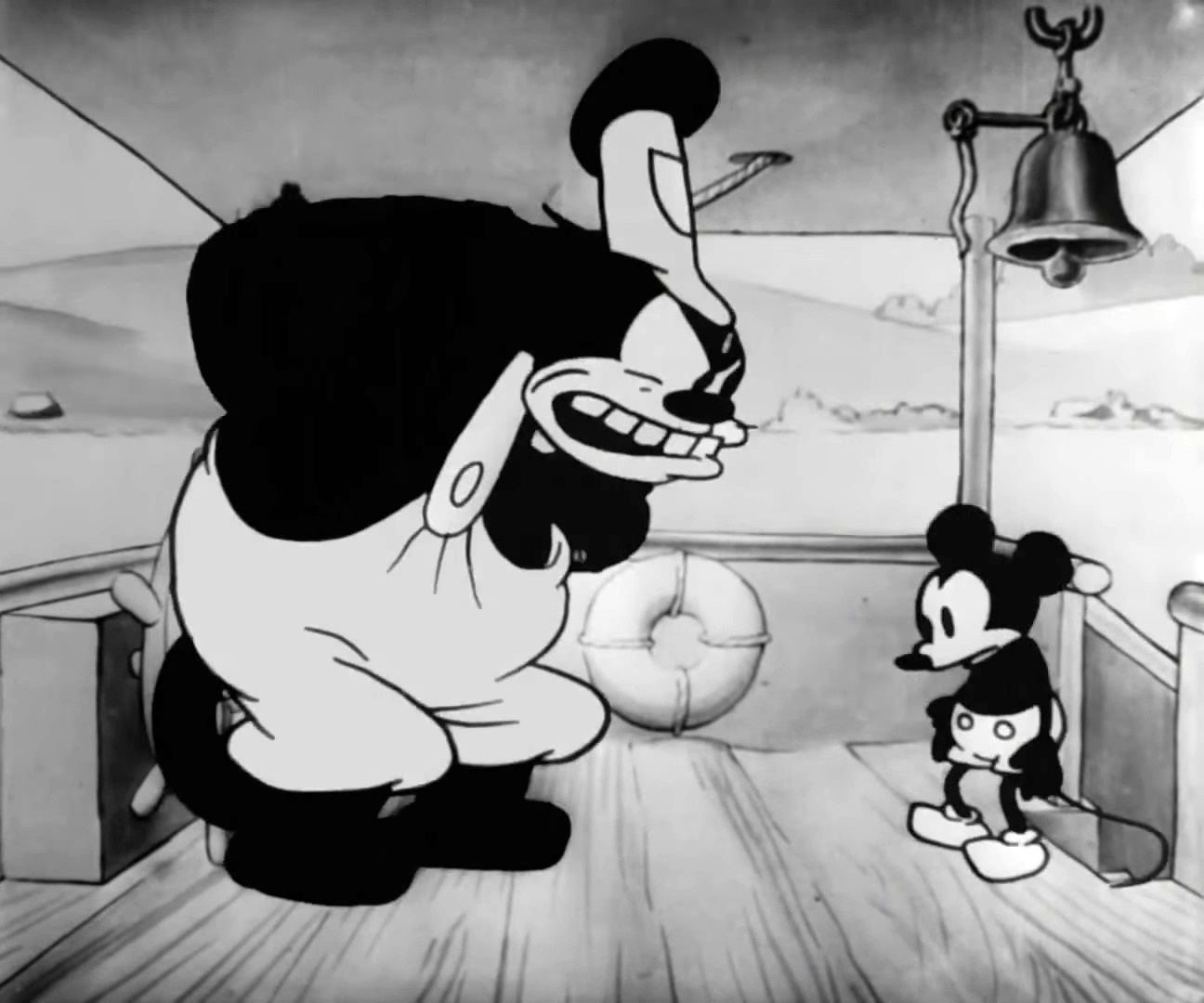
Pat Hibulaire et Mickey dans Steamboat Willie (1928).

Il est ensuite réutilisé dans les premiers courts-métrages de Mickey Mouse. Leur rencontre officielle date du 18 novembre 1928, lors de la première projection du célèbre dessin animé sonorisé Steamboat Willie. En réalité, Pat est déjà présent dans Mickey gaucho (The Gallopin' Gaucho) sorti en version muette le 7 août 1928. Devenu l'ennemi no 1 de Mickey, Pat Hibulaire a tout essayé pour l'éliminer. Heureusement, Mickey n'est pas né de la dernière pluie et, s'il s'en sort grâce à son astuce, c'est parfois de justesse.
À l'instar de Mickey Mouse, le personnage est doté d'une voix. La voix originale de Pat Hibulaire est celle de Billy Bletcher.
Le physique du personnage a beaucoup évolué : d'abord représenté comme un chat (queue comprise) avec une jambe de bois remontant jusqu'au genou, son aspect fut modifié par Floyd Gottfredson qui atténua ses caractéristiques félines (disparition de la queue), le rendit bedonnant et lui attribua une « jambe en bois » plus discrète, qui remplaçait simplement l'un de ses pieds. Successivement appelé en français Le Frisé, Mal'o Patt ou encore Jean Bambois avant d'être définitivement adopté sous le nom de Pat Hibulaire, il finit par retrouver ses deux jambes - du moins en apparence : en 1941 dans l'histoire Le mystère du fleuve solitaire, Pat Hibulaire explique avoir remplacé sa jambe de bois par une prothèse en forme de chaussure. De fait, dans une histoire italienne de Romano Scarpa, Alerte à la dimension Delta !, Pat Hibulaire retire sa chaussure pour laisser apparaître sa prothèse de bois.

### Une vie plus étoffée en BD
La première apparition de Pat Hibulaire est dans La vallée infernale - L'héritage, publiée à partir du 1er avril 1930, où apparaissent aussi pour la première fois entre autres Clarabelle Cow et Horace Horsecollar.
Dans les premières histoires de Floyd Gottfredson, Pat était régulièrement associé à Maître Chicaneau, lequel apparaissait comme le cerveau du duo de criminels. Volant la vedette à son complice, il agit par la suite en indépendant, même s'il n'hésite pas à s'acoquiner avec d'autres crapules comme le Fantôme noir, Oscar Rapace ou Tom Pouce et Mâchefer.
Gertrude, une grosse chatte aux tenues généralement vulgaires et rose bonbon créée par Romano Scarpa, est sa petite amie et complice dans un grand nombre d'histoires de productions italiennes. Il est souvent assisté dans ses larcins par un complice idiot appelé Lafouine.
Pat Hibulaire n'est pas toujours dépeint comme entièrement méchant. Dans les histoires de Floyd Gottfredson, il était présenté comme un personnage odieux, délinquant professionnel et tentant à plusieurs reprises d'attenter à la vie de Mickey ; si dans Mickey Mouse on a Secret Mission, publiée le 19 juillet 1943, c'est un espion au service de l'Allemagne nazie, dans plusieurs autres histoires, au contraire, il est un « méchant sympathique » peu brutal, qui devient même parfois le héros.
Le personnage est parfois utilisé dans certains dessins animés tel un archétype pour dépeindre des personnages différents les uns des autres, à l'image de Dingo qui personnifiera dans les années 1950 « Monsieur Tout-le-Monde ».

### Une nouvelle jeunesse avec les séries télés
Le 21 mai 1986, le français Claude Marin dessine le personnage de Pat sous l'apparence d'un bébé dans la série Bébés Disney dont la publication a débuté dans le no 1769 du Journal de Mickey.
Dans La Bande à Picsou (1987-1989), Pat Hibulaire apparaît dans plusieurs rôles successifs de méchants assez dissemblables, sans être jamais nommé : on pouvait donc supposer qu'il s'agissait de personnages différents ayant un air de famille.
Dans La Bande à Dingo (1992-1993), il devient un père de famille bourru, mais n'ayant pas mauvais fond, bien qu'entrant souvent en conflit avec Dingo.
En français, sa voix est assurée depuis La Bande à Dingo par Alain Dorval (jusqu'à son décès en 2024), puis par Paul Borne, bien que Michel Vocoret (notamment dans Le Prince et le Pauvre et L'Heure symphonique) et Roger Carel prêtèrent également leurs voix à Pat.
Pat Hibulaire sera réutilisé en 1983 dans Le Noël de Mickey, une adaptation du conte de Charles Dickens Un chant de Noël, dans laquelle il joue le rôle du Fantôme de Noël futur.

## Œuvres avec Pat Hibulaire

### Filmographie
Malgré sa présence récurrente dans les œuvres écrites avec Mickey Mouse, Pat est rarement présent dans les dessins animés. Il n'apparaît que dans une trentaine de films, principalement face à Mickey Mouse dans les années 1930 puis à Donald Duck à partir des années 1940. On peut noter le personnage du Capitaine Katt dans la Silly Symphonies Trois Espiègles Petites Souris (1936).

#### Alice Comedies et Oswald le lapin chanceux
- Alice Solves the Puzzle (1925)
- Alice is Stage Struck (1925)
- Alice Wins the Derby (1925)
- Alice Picks the Champ (1925)
- Alice on the Farm (1926)
- Alice's Tin Pony (1926)
- Alice's Mysterious Mystery (1926)
- Alice's Spanish Guitar (1926)
- Alice's Brown Derby (1926)
- Alice the Lumberjack (1926)
- Alice the Golf Bug (1927)
- Alice Foils the Pirates (1927)
- Alice at the Rodeo (1927)
- Alice in the Alps (1927)
- Alice's Auto Race (1927)
- Alice's Knaughty Knight (1927)
- Alice's Channel Swim (1927)
- Alice in the Klondike (1927)
- The Banker's Daughter (1927)
- Rickety Gin (1927)
- Harem Scarem (1928)
- Rival Romeos (1928)
- Oh, What a Knight (1928)
- Sagebrush Sadie (1928)
- Sky Scrappers (1928)
- Ozzie of the Mounted (1928)
- Hungry Hoboes (1928)

#### Mickey Mouse, Donald Duck et Silly Symphonies
- Steamboat Willie (1928)
- Mickey gaucho (The Gallopin' Gaucho, 1928)
- Bal de campagne (The Barn Dance, 1929)
- Champ de bataille (The Barnyard Battle, 1929)
- Symphonie enchaînée  (The Chain Gang, 1930)
- Qui s'y frotte s'y pique (The Cactus Kid, 1930)
- Mickey et les Embouteillages (Traffic Troubles, 1931)
- Olympiques rustiques (Barnyard Olympics, 1932)
- Chien enragé (The Mad Dog, 1932)
- Mickey in Arabia (1932)
- Mickey au Grand Nord (The Klondike Kid, 1932)
- Mickey's Gala Premier (1933)
- Bâtissons (Building a Building, 1933)
- Marin malgré lui (Shanghaied, 1934)
- Mickey tireur d'élite (Two-Gun Mickey, 1934)
- Un enlèvement de chien (The Dognapper, 1934)
- Les Joyeux Mécaniciens (Mickey's Service Station, 1935)
- Le Déménagement de Mickey (Moving Day, 1936)
- Trois Espiègles Petites Souris (Three Blind Mouseketeers, 1936)
- Le mouton devient loup (The Worm TThe Dognapper, 1934)
- Les Joyeux Mécaniciens (Mickey's Service Station, 1935)
- Le Déménagement de Mickey (Moving Day, 1936)
- Trois Espiègles Petites Souris (Three Blind Mouseketeers, 1936)
- Le mouton devient loup (The Worm Turns, 1937)
- Amateurs de Mickey (Mickey's Amateurs, 1937)
- Agent Canard (Officier Duck, 1939)
- Le Voyage de Mickey (Mr. Mouse Takes a Trip, 1940)
- Donald le riveur (The Riveter, 1940)
- Donald bûcheron (Timber, 1941urns, 1937)
- Amateurs de Mickey (Mickey's Amateurs, 1937)
- Agent Canard (Officier Duck, 1939)
- Le Voyage de Mickey (Mr. Mouse Takes a Trip, 1940)
- Donald le riveur (The Riveter, 1940)
- Donald bûcheron (Timber, 1941)
- Donald parachutiste (Sky Trooper, 1942)
- L'Heure symphonique (Symphony Hour, 1942)
- Donald à l'armée (Donald Gets Drafted', '1942)
- Donald groom d'hôtel (Bellboy Donald, 1942)
- Donald se camoufle (The Vanishing Private, 1942)
- Facéties militaires (The Old Army Game, 1943)
- Donald joue du trombone (Trombone Trouble, 1944)
- Dingo détective (How to Be a Detective, 1952), sous le nom d'Al Muldoon, agent de police
- Donald pugiliste (Canvas Back Duck, 1953)
- Le Nouveau Voisin (The New Neighbor, 1953)
- Tic et Tac au Far-West (The Lone Chipmunks, 1954)

#### Séries télévisées et longs métrages
- La Bande à Picsou (1987-1989)
- Qui veut la peau de Roger Rabbit (1988)
- La Bande à Dingo (1992-1993)
- Dingo et Max (1995)
- Mickey, il était une fois Noël (1999)
- Dingo et Max 2 : Les sportifs de l'extrême (2000)
- Mickey, Donald, Dingo : Les Trois Mousquetaires (2004)
- La Maison de Mickey (2006-2016)
- Mickey Mouse (2013-2019)
- Mickey et ses amis : Top Départ ! (2017-2021)
- Les Histoires Toc-Toc de Tic & Tac (2017-2019)
- Le Monde Merveilleux de Mickey (2020-En cours)
- Les Aventures au Parc de Tic et Tac (2023-En cours)

### Bandes dessinées
Depuis 1930, Pat Hibulaire est apparu dans quelques milliers d'histoires. Le site INDUCKS recense en 2022 selon les pays et les producteurs :
- États-Unis :
  - Strips quotidiens : 32 histoires
  - Planches hebdomadaires :  12 histoires
  - Comics américains : 177 histoires
    - Dell Comics / Western Publishing : 174 histoires
    - Disney Comics : 18 histoires
    - Marvel Comics / Acclaim Comics : (années 1960-1980) : 322 histoires

  - Disney Studio (histoires du marché étranger) : 322 histoires
- Italie : Mondadori / Disney Italia : 1 732 histoires
- France : Édi-Monde / Disney Hachette Presse : 441 histoires
- Danemark : Gutenberghus / Egmont : 251 histoires
- Brésil : Abril : 66 histoires
- Allemagne : Ehapa : 28 histoires
- Royaume-Uni : 18 histoires
- Pays-Bas Oberon / GP / VNU : 59 histoires
- Productions diverses (par exemple  Argentine,  Belgique) : 18 histoires
- Disney Europe : 2 histoires

### Jeux vidéo
- Pat apparaît dans le jeu vidéo Quackshot comme boss de fin du niveau Hideout
- Pat apparaît dans le jeu vidéo Goof Troop sur Super Nintendo. Le joueur y incarne Dingo et Max, le but étant de sauver Pat et son fils Junior, qui ont été capturés par des pirates, et amenés sur une île.
- Pat apparaît dans le jeu vidéo Kingdom Hearts 2 comme étant le bras droit de Maléfique, tentant de monter une armée de sans-cœurs pour cette dernière. Il est ici montré comme un balourd maladroit et bourru, ne servant scénaristiquement à rien pour l'intrigue principale. Sa version "passée" faisant référence aux anciens dessins animés Disney de la première moitié du 20e siècle, comme Steamboat Willie qui est le plus référencé, apparaît cependant en tant qu'allié contre sa version du présent dans le monde de la Rivière Intemporelle. Il apparaît également dans les épisodes suivants :
  - Kingdom Hearts: 358/2 Days, qui se passe durant le sommeil du héros, son rôle y est également celui d'un antagoniste mineur mais récurrent.
  - Kingdom Hearts: Birth by Sleep, un prologue à la série se passant dix ans avant le premier jeu dans lequel il tient le rôle de l'antagoniste principal du scénario du monde de Disneyville (Disneytown en version originale), se donnant deux surnoms grotesques durant les évènements d'un festival qui y a lieu : Capitaine Dark et Capitaine Justice.
  - Kingdom Hearts: Coded, qui se passe après Kingdom Hearts 2 et qui se déroule dans une version numérisée du journal de Jiminy Cricket (un remake sur Nintendo DS est sorti le 14 janvier 2011 en France). Il y est également le bras droit de Maléfique et, ensemble, ils recherchent les données de tous les mondes. Ils enlèveront la reine Minnie dans ce but.
  - Kingdom Hearts 3D: Dream Drop Distance, qui se passe après les évènements de Coded, où il est l'antagoniste principale du scénario du monde Le Pays des Mousquetaires (Country of the Musketeers en version originale) faisant référence au film d'animation Mickey, Donald, Dingo : Les Trois Mousquetaires.
  - Kingdom Hearts 3, qui se passe juste après les évènement de 3D et de Kingdom Hearts 0.2 Birth By Sleep -A fragmentary passage-. Dans ce jeu, toujours sous les ordres de Maléfique, après leur défaite dans Coded, il mène, en parallèle de notre aventure, la quête de la mystérieuse boîte que le Maître des Maîtres avait confiée à Luxu durant les évènements de Kingdom Hearts χ et qui contiendrait, d'après Maléfique, le Livre des Prophéties, un artefact qui permet de connaître l'avenir, mais on ne sait pas encore exactement dans quel but... Par ailleurs, dans le monde L'Olympe (Olympus en version originale), qui référence le film Hercule (film, 1997), il trouve la Boîte de Pandore, mais la remet à sa place car Maléfique insiste sur le fait qu'elle ne cherche pas cette boîte là.
- Pat apparaît dans Epic Mickey et Epic Mickey : Le Retour des héros sur Wii.
- Pat apparaît dans le jeu vidéo World of Illusion, sorti sur Megadrive. Il y incarne un sorcier maléfique qui a piégé Mickey et Donald dans un monde illusoire à l'intérieur d'une boîte magique. Il fait office de boss de fin.

## Nom dans différents pays
- Allemagne : Kater Karlo
- Brésil : João Bafodeonça, Pete Perna de Pau
- Canada (Québec) : Pete
- Chine : 坏 庀特, 皮得
- Colombie : Pedro el malo
- Danemark : Sorteper, Per Træben, Peter P. Persort
- États-Unis/Royaume-Uni : Peg-Leg Pete, Black Pete, Bad Pete, Foxy Pete, J. P. Diamondtubs
- Espagne : Pete Patapalo
- Finlande : Musta Pekka, Jopi Jalkapuoli
- France : Pat Hibulaire, Jean Bambois, Le Frisé, Mal O'Pat
- Grèce : Μαύρος Πητ (Mav́ros Pit)
- Indonésie : Boris
- Islande : Svarti Pétur
- Italie : Pietro Gambadilegno[12]
- Japon : ブラック・ピート, ピート (Burakku Pīto, Pīto)
- Mexique : Pedro el malo
- Norvège : Svarte-Petter, Lars Langfinger
- Pays-Bas : Boris Boef, Karel Habbakuk, Katermans bijgenaamd, Boris Boef, Slimme Simon
- Pologne : Czarny Piotruś
- Portugal : João Bafo-de-Onça
- Suède : Svarte-Petter